# Collio Goriziano Cabernet franc
Le Collio Goriziano Cabernet franc (ou Collio Cabernet franc) est un vin rouge italien de la région Frioul-Vénétie Julienne doté d'une appellation DOC depuis le 3 novembre 1989. Seuls ont droit à la DOC les vins récoltés à l'intérieur de l'aire de production définie par le décret. Les vignobles autorisés se situent dans la province de Gorizia dans les communes et hameaux de Brazzano, Capriva del Friuli, Cormons - Plessiva, Dolegna del Collio, Farra d'Isonzo, Lucinico, Mossa, Oslavia, Ruttars et San Floriano del Collio.
Le Collio Goriziano Cabernet franc répond à un cahier des charges moins exigeant que le Collio Goriziano Cabernet franc riserva, essentiellement en relation avec le vieillissement.

## Caractéristiques organoleptiques
- couleur : rouge rubis intense, tendant au rouge grenat avec le vieillissement
- odeur : vineux, intense, épicé
- saveur : sèche, tannique, harmonique, légèrement épicé

Le Collio Goriziano Cabernet franc se déguste à une température comprise entre 15 et 17 °C. Il se gardera 2 - 4 ans.

## Association de plats conseillée
Les viandes rouges grillées

## Production
Province, saison, volume en hectolitres :
- Gorizia (1990/91) 3347,06
- Gorizia (1991/92) 3335,72
- Gorizia (1992/93) 3726,19
- Gorizia (1993/94) 3325,32
- Gorizia (1994/95) 3298,83
- Gorizia (1995/96) 2745,3
- Gorizia (1996/97) 3381,11